# Bokor Ildikó (színművész)
Bokor Ildikó (Kolozsvár, 1949. március 11. – Budapest,  2010. augusztus 27.) magyar színésznő.

## Életpályája
1973-ban fejezte be tanulmányait a marosvásárhelyi Szentgyörgyi István Színművészeti Főiskolán. Négy évig a temesvári Állami Magyar Színház társulatának tagja volt, majd 1976 és 1992 között a szatmárnémeti színházban, később Harag György Színház néven ismert társulatban dolgozott művésznőként.
1992 óta Magyarországon játszik. Pályafutása kezdetén a Kisváradi Várszínházban, majd a debreceni Csokonai Színházban lépett fel, 1998-tól a Nemzeti Színház, 2000-től pedig a Magyar Színház előadásainak szereplője volt. Olyan neves rendezők irányítása alatt dolgozott, mint Beke Sándor, Parászka Miklós, Málnay Levente, Iglódi István és Csiszár Imre.
A nagyszínházi szerepei mellett vendégművészként is rendszeresen közreműködik, különösen a Lőrinczi Színpad előadásaiban, ahol Tunyogi István dramatizálásában és rendezésében látható.
Budapesten hunyt el, búcsúztatása 2010. szeptember 19-én a Nagy Ignác utcai Unitárius Templomban zajlott, majd másnap, szeptember 20-án a bánffyhunyadi Református Sírkertben helyezték végső nyugalomra.

## Színházi szerepei
| Év   | Színház                         | Mű                                | Szerző                                         | Rendező           | Szerep                                                              |
| ---- | ------------------------------- | --------------------------------- | ---------------------------------------------- | ----------------- | ------------------------------------------------------------------- |
| 2006 | Magyar Színház                  | Az ajtó                           | Szabó Magda – Bereményi Géza                   | Pinczés István    | Sutu                                                                |
| 2005 | Magyar Színház                  | A néma revolverek városa          | Rejtő Jenő – Schwajda György                   | Iglódi István     | Babaarcú nő                                                         |
| 1999 | Magyar Színház                  | A hattyú                          | Molnár Ferenc                                  | Iglódi István     | Közreműködő                                                         |
| 1998 | Magyar Színház                  | Balkáni gerle                     | Sütő András                                    | Iglódi István     | Leánybecsületi banyabanda                                           |
| 1994 | Magyar Színház                  | My Fair Lady                      | Frederick Loewe – Alan Jay Lerner              | Sík Ferenc        | Mrs. Eynsford-Hill                                                  |
| 1992 | Szatmárnémeti Északi Színház    | Fekete Péter                      | Eisemann Mihály – Somogyi Gyula – Zágon István | Koncz István      | Maria szobalány                                                     |
| 1992 | Szatmárnémeti Északi Színház    | Dupla vagy semmi                  | Illyés Gyula                                   | Szabó József      | Márta                                                               |
| 1991 | Szatmárnémeti Északi Színház    | Úri divat                         | Molnár Ferenc                                  | Parászka Miklós   | Adél                                                                |
| 1991 | Szatmárnémeti Északi Színház    | Kulcskeresők                      | Örkény István                                  | Parászka Miklós   | Nelli                                                               |
| 1990 | Szatmárnémeti Északi Színház    | Úrhatnám polgár                   | Molière                                        | Parászka Miklós   | Jourdainné                                                          |
| 1989 | Szatmárnémeti Északi Színház    | Üvegfigurák                       | Tennessee Williams                             | Parászka Miklós   | Amanda Wingfield, az anya                                           |
| 1988 | Szatmárnémeti Északi Színház    | Vidám szilveszter                 |                                                | Bokor Ildikó      | Rendező                                                             |
| 1987 | Szatmárnémeti Északi Színház    | Havasi napsütés                   | Hunyady Sándor                                 | Kovács Ferenc     | Éhező hölgy                                                         |
| 1986 | Szatmárnémeti Északi Színház    | Titanic keringő                   | Tudor Muşatescu                                | Parászka Miklós   | Dacia                                                               |
| 1985 | Szatmárnémeti Északi Színház    | Egy pohár víz                     | Eugene Scribe                                  | Farkas István     | Marlborough hercegnő, főudvarmesternő                               |
| 1984 | Szatmárnémeti Északi Színház    | Jó estét nyár, jó estét szerelem! | Fejes Endre – Presser Gábor                    | Gyöngyösi Gábor   | Krisz, Zsuzsanna nővére                                             |
| 1983 | Szatmárnémeti Északi Színház    | Ida regénye                       | Gárdonyi Géza – Emőd Tamás – Török Rezső       | Kisfalussy Bálint | Ella                                                                |
| 1982 | Szatmárnémeti Északi Színház    | Liliomfi                          | Szigligeti Ede                                 | Kisfalussy Bálint | Kamilla kisasszony, nevelőnő, Kányai szomszédasszonya               |
| 1979 | Szatmárnémeti Északi Színház    | Tangó                             | Sławomir Mrožek                                | Kovács Ferenc     | Eleonóra                                                            |
| 1978 | Szatmárnémeti Északi Színház    | Ég a nap Seneca felett            | Kincses Elemér                                 | Kincses Elemér    | Poppea                                                              |
| 1977 | Szatmárnémeti Északi Színház    | Villámfénynél                     | Németh László                                  | Kovács Ferenc     | Margit, felesége                                                    |
| 1976 | Temesvári Csiky Gergely Színház | Lúdas Matyi                       | Fazekas Mihály – Móricz Zsigmond               | Gáll Ernő         | III. Siratóasszony, vevő a vásáron, I. parasztlány, I. szolgálólány |
| 1975 | Temesvári Csiky Gergely Színház | Bánk bán                          | Katona József                                  | Tompa Miklós      | Gertrudis, királyné                                                 |

## Filmes és televíziós szerepei
| Év   | Cím                   | Műfaj               |
| ---- | --------------------- | ------------------- |
| 2009 | Tudsz így szeretni?   | Magyar kisjátékfilm |
| 1999 | Gyilkosok             | Magyar filmdráma    |
| 1998 | Az öt zsaru           | Magyar filmsorozat  |
| 1998 | A párduc és a gödölye | Magyar filmdráma    |
| 1992 | Boldog békeidők       | Magyar tévéfilm     |

## Szinkronszerepei
| Év   | Filmcímm                                               | Szerep                         |
| ---- | ------------------------------------------------------ | ------------------------------ |
| 1952 | Királylány a feleségem                                 | Jósnő                          |
| 1953 | A bikaborjak                                           | További magyar hang            |
| 1954 | Országúton                                             | További magyar hang            |
| 1960 | A matador                                              | További magyar hang            |
| 1962 | Előzés                                                 | Lídia néni                     |
| 1963 | Házasságtörők                                          | További magyar hang            |
| 1967 | Star Trek - Gothos ura                                 | Trelane anyja (hangja)         |
| 1970 | A 22-es csapdája                                       | Nately kurvája                 |
| 1974 | A hölgy és a bandita                                   | Copeland indián asszonya       |
| 1975 | Irene, Irene                                           | További magyar hang            |
| 1976 | Megszállottság                                         | További magyar hang            |
| 1979 | Tim                                                    | Mrs. Parker                    |
| 1981 | A hétköznapi őrület meséi                              | További magyar hang            |
| 1982 | Nyári szeretők                                         | Barbara Foster                 |
| 1986 | …és a pokol                                            | További magyar hang            |
| 1989 | Cinema Paradiso                                        | További magyar hang            |
| 1989 | Egyet ide, egyet oda                                   | További magyar hang            |
| 1989 | Öld meg Sladge-t!                                      | További magyar hang            |
| 1990 | Nagymenők                                              | Susan                          |
| 1991 | Csendes augusztusi napok                               | További magyar hang            |
| 1991 | Szenvedélyes viszonyok                                 | További magyar hang            |
| 1992 | Csupasz igazság                                        | Főpincérnő                     |
| 1993 | Süvölvényévek                                          | További magyar hang            |
| 1994 | Halálugrás                                             | További magyar hang            |
| 1994 | Leprechaun 2.                                          | Háziasszony                    |
| 1994 | A nagy ugrás                                           | További magyar hang            |
| 1994 | Őslények országa 2.                                    | Tappancs nagymamája (hangja)   |
| 1995 | Senki sem fog beszélni rólunk, ha meghalunk            | Doña Amelia                    |
| 1995 | Tillie és a süsü sárkány                               | Pités hölgy (hangja)           |
| 1996 | Gyilkosok hálójában                                    | További magyar hang            |
| 1996 | Kinek a papné                                          | További magyar hang            |
| 1996 | Stílusos gyilkosságok                                  | További magyar hang            |
| 1997 | Artemisia                                              | További magyar hang            |
| 1997 | Botrány a birodalomban                                 | További magyar hang            |
| 1997 | Halálkereskedők                                        | További magyar hang            |
| 1997 | Lolita                                                 | További magyar hang            |
| 1997 | Nevada                                                 | Katie                          |
| 1997 | A szőke az igazi                                       | További magyar hang            |
| 1997 | Visszaszámlálás                                        | További magyar hang            |
| 1998 | Életvonat                                              | Rivka                          |
| 1998 | Hattyúhercegnő 3.                                      | Zelda (hangja)                 |
| 1998 | Hi-Lo Country                                          | Meesa                          |
| 1998 | Lautrec                                                | További magyar hang            |
| 1998 | A lé meg a Lola                                        | Anya                           |
| 1998 | Az Olsen-banda 14.: Az Olsen banda legutolsó küldetése | További magyar hang            |
| 1998 | A Vendome tér asszonya                                 | További magyar hang            |
| 1999 | Angyal a lépcsőn                                       | További magyar hang            |
| 1999 | Bajnokok reggelije                                     | Blossom                        |
| 1999 | A Kelet az Kelet                                       | Mrs. Shah                      |
| 1999 | Magnolia                                               | Faye Barringer                 |
| 1999 | Az utolsó hárem                                        | További magyar hang            |
| 2000 | 102 kiskutya                                           | További magyar hang            |
| 2000 | Anna - 5. rész                                         | További magyar hang            |
| 2000 | Betty nővér                                            | Főnővér                        |
| 2000 | Dr. T és a nők                                         | További magyar hang            |
| 2000 | Egy marék fű                                           | További magyar hang            |
| 2000 | Erin Brockovich - Zűrös természet                      | Mrs. Morales                   |
| 2000 | Hajrá, csajok!                                         | Pauletta                       |
| 2000 | Köszi a csokit!                                        | További magyar hang            |
| 2000 | Leprechaun 5.                                          | Post anyja                     |
| 2000 | A pad                                                  | További magyar hang            |
| 2000 | Rekviem egy álomért                                    | Rae                            |
| 2000 | Túszharc                                               | További magyar hang            |
| 2001 | Amélie csodálatos élete                                | A kómában lévő szomszédasszony |
| 2001 | Barnie apró bosszúságai                                | További magyar hang            |
| 2001 | Corelli kapitány mandolinja                            | Mrs. Stamatis                  |
| 2001 | Csonthülye                                             | Mamise                         |
| 2001 | Egy hölgy és a herceg                                  | Madame de Gramont              |
| 2001 | Ének a csodaszarvasról                                 | További magyar hang            |
| 2001 | Ördöggerinc                                            | Alma                           |
| 2001 | Tétova tinédzserek                                     | További magyar hang            |
| 2002 | Az álcázás mestere                                     | További magyar hang            |
| 2002 | Austin Powers 3.                                       | Bírónő                         |
| 2002 | Bazi nagy görög lagzi                                  | Lexy nagynéni                  |
| 2002 | A bosszú ura                                           | További magyar hang            |
| 2002 | Charlie kettős élete                                   | Madame du Lac                  |
| 2002 | Csavard be, mint Beckham                               | További magyar hang            |
| 2002 | Fekete vonat                                           | További magyar hang            |
| 2002 | Már megint péntek                                      | Mrs. Pearly                    |
| 2002 | Mérges pókok                                           | Gladys                         |
| 2002 | A múlt nélküli ember                                   | További magyar hang            |
| 2002 | Ripley és a maffiózók                                  | További magyar hang            |
| 2003 | Egy húron                                              | Amber Cole                     |
| 2003 | Igazából szerelem                                      | Eleonore                       |
| 2003 | Irány a tenger!                                        | További magyar hang            |
| 2004 | Árad a tenger                                          | További magyar hang            |
| 2004 | Betörő az albérlőm                                     | További magyar hang            |
| 2004 | Csodálatos Júlia                                       | További magyar hang            |
| 2004 | Egy nejnél jobb a kettő                                | További magyar hang            |
| 2004 | Mai menyegző                                           | További magyar hang            |
| 2004 | Nyerj egy randit Tad Hamiltonnal!                      | További magyar hang            |
| 2004 | Szégyen és gyalázat                                    | További magyar hang            |
| 2005 | A bosszú asszonya                                      | További magyar hang            |
| 2005 | Góóól!                                                 | Carol Harmison                 |
| 2005 | Harry Potter és a Tűz Serlege                          | Madame Olympe Maxime           |
| 2005 | Isten bárányai                                         | További magyar hang            |
| 2005 | Tök alsó 2. - Európai turné                            | Marlene Alsmere                |
| 2006 | Füstölgő Ászok                                         | Loretta Wyman                  |
| 2006 | Három nővér - Made in Germany                          | Konstanze                      |
| 2006 | Idegen név                                             | További magyar hang            |
| 2006 | Nappali őrség                                          | További magyar hang            |
| 2007 | A nagy trakta                                          | További magyar hang            |
| 2008 | I. e. 10 000                                           | Vénanya                        |
| 2008 | Marley meg én                                          | Ms. Kornblut                   |

## Díjai
- A Harag György Társulat örökös tagja (2013, posztumusz)[7]